# Kenneth Hudson
Kenneth Hudson , född 4 juli 1916 i Harlesden i Storbritannien, död 28 december 1999, var en brittisk journalist, arkeolog och författare.
Kenneth Hudson utbildade sig på University College London. Under andra världskriget deklarerade han sig som samvetspacifist och tjänstgjorde vid Friends' Ambulance-organisationen. Efter kriget arbetade han i Tyskland med avnazifieringskampanjen. Han blev föreläsare vid University of Bristols vuxenutbildning 1947 och började 1954 arbeta på BBC i Bristol som radioproducent och näringslivsjournalist. År 1966 anställdes han av Bristol College of Science and Technology, vilket senare blev University of Bath, för att bygga upp utbildningstelevisionsverksamhet.
Som journalist och museiman ansågs han vara kontroversiell inom europeisk museiverksamhet. Han lanserade begreppet "industriarkeolog" på 1960-talet och skrev ett stort antal böcker. Han var den förste redaktören för Journal of Industrial Archaeology. Under senare delen av sitt yrkesliv var han huvudsakligen sysselsatt med att arbeta med utåtriktat arbete i museer och att skriva guideböcker som Cambridge Guide to Museums of Britain and Ireland (1987).
Tillsammans med John Letts grundade han European Museum of the Year Award 1977.